# Ngong
Cet article concerne la commune du Cameroun. Pour la langue bantoue, voir Ngong (langue). Pour la langue bantoïde méridionale, voir Nagumi.
Ngong est une commune du Cameroun située dans la région du Nord et le département de la Bénoué. Son ressort territorial est celui de l'arrondissement de Tcheboa.

## Économie
(février 2025).
Ngong héberge l'un des plus importants marchés aux bœufs du Nord Cameroun. Ngong dispose aussi des deux marchés hebdomadaires, à savoir le grand marché tous les lundis et mercredis nouvellement créé au quartier Daba. Sur le plan politique Ngong est une ville cosmopolite on retrouve les guidar, moudang, toupouri, daba, guiziga, mada, kapsiki, peulh, massa, mafa, lele, bamilekue, bassa, Tourou (HDE, ajouter par Riskou Zadakou), bref on retrouve presque tous les ethnies du grand noer du Cameroun et même des pays voisins à l’instar des Tchadiens, Nigerians, Nigeriens et, NGONG dispose de plus de 200 écoles primaires publiques et privées et des établissements secondaires à savoir le lycée classique de Ngong, lycée bilingue de Ngong, collège saint André, collège sacre cœur, collège la gazelle, collège la référence ; Des centaines de bœufs sont échangés par séance de marché  hebdomadaire (lundi).

## Structure administrative de la commune

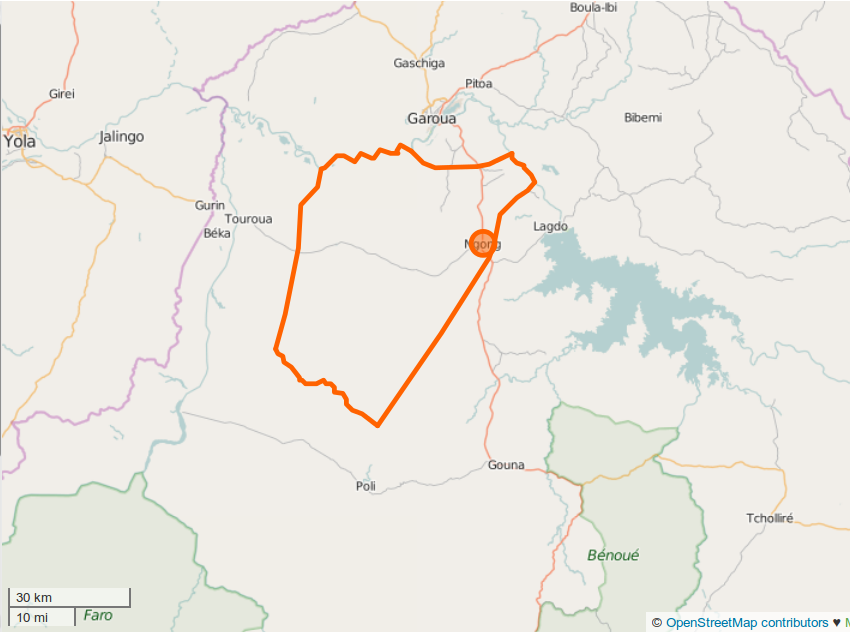
Limite communale de Ngong

La commune comprend les villages suivants :
- Adamawa
- Amazonie
- Babla
- Badoudi
- Baroumé
- Biliyel
- Bindjimi
- Boumedjé Tchéboa
- Djamboutou
- Djéfatou
- Djéra
- Djim
- Djouta Leddé Tchéboa
- Douka Gaïnako
- Douka Longo
- Gada Binossi
- Gada Sofol
- Goulongo
- Haigadjewa
- Horé Kado
- Karéwa
- Keyni
- Koné
- Koubadjé
- Koubadjé Malla
- Koukoumi
- Laïndé Karéwa
- Laïndé Soulédé
- Langui
- Mafa Kilda
- Mayo Lopé
- Mbibol
- Nassarao
- Nawa
- Ndanedjam
- Ndjola
- Ngaoubara
- Ngargou
- Normandie
- Ouro Aladji Joli
- Ouro Aladji Towdo
- Ouro Ardo Djallo
- Ouro Djaouro Oussoumanou
- Ouro Dongori
- Ouro Donka
- Ouro Gaou
- Ouro Kaoutal
- Ouro Labbo I
- Ouro Maï Sanou
- Ouro Maïdadi
- Ouro Ndemri
- Ouro Passami
- Ouro Tammoundé
- Ouro Tchaka
- Sabéwa
- Sanguéré Gaston
- Sanguéré Maïda
- Sanguéré Manang
- Sélifa
- Sorké
- Tcheboa
- Tchikito
- Windé Ngong